# Sijeraleonski leone
Sijeraleonski leone (ISO 4217: SLL) je valuta Sijera Leonea. Dijeli se na 100 centi.
Predstavljen je 1964. godine, kada je zamijenio britansku zapadnoafričku funtu u omjeru 1 funta za 2 leonea. Središnja banka izdaje kovanice od 10, 20, 50, 100 i 500 leonea, te novčanice od 500, 1000, 2000, 5000 i 10000 leonea.

## Vanjske poveznice
- Središnja banka Sierra Leonea  Arhivirana inačica izvorne stranice od 27. lipnja 2010. (Wayback Machine)